# Xian de Xichong
Le xian de Xichong (西充县 ; pinyin : Xīchōng Xiàn) est un district administratif de la province du Sichuan en Chine. Il est placé sous la juridiction de la ville-préfecture de Nanchong.

## Démographie
La population du district était de 652 997 habitants en 1999.